# Cas Serres
Cas Serres és un barri gità situat al sud de la ciutat d'Eivissa. Aquest barri té dues escoles d'educació primària: CEIP Cas Serres i Poeta Villàngomez. Enfront de CEIP Cas Serres podrem trobar un supermercat SPAR. També trobam l'Auditori de Cas Serres enfront de l'antic videoclub.